# Riama rhodogaster
Riama rhodogaster là một loài thằn lằn trong họ Gymnophthalmidae. Loài này được Rivas, Schargel & Meik mô tả khoa học đầu tiên năm 2005.